# اريك بوستروم
اريك بوستروم (بالإنجليزية: Eric Bostrom)‏ هو متسابق دراجات نارية أمريكي، ولد في 19 نوفمبر 1976 في سان فرانسيسكو في الولايات المتحدة.

## روابط خارجية
- اريك بوستروم على موقع WorldSBK.com (الإنجليزية)